# Byens udkant
Byens udkant er en dansk eksperimentalfilm fra 1992, der er instrueret af Knud Vesterskov.

## Handling
Et poetisk dokument fra samfundets udkant. En nats oplevelser beskrevet som Camera Stylo og redigeret på så rå en måde, at det helt er i overensstemmelse med de skildrede personers karakter.